# 斯托爾角
斯托爾角（英語：Store Point），是南極洲的海岬，位於法利埃海岸，處於內尼島北端的瑪格麗特灣，在1947年由英國研究隊測量，現時由南極條約體系管理。